# Resolutie 308 Veiligheidsraad Verenigde Naties
Resolutie 308 van de Veiligheidsraad van de Verenigde Naties was de eerste VN-Veiligheidsraadsresolutie van 1972. Deze resolutie werd op 19 januari zonder stemming unaniem aangenomen. Men besloot in Ethiopië bijeen te komen over Afrikaanse aangelegenheden.

## Inhoud
De Veiligheidsraad had op verzoek van de Algemene Vergadering de vraag van de Organisatie van Afrikaanse Eenheid overwogen om vergaderingen van de Veiligheidsraad te houden in een Afrikaanse hoofdstad. De Veiligheidsraad herinnerde aan zijn beslissing op 11 januari. In het bijzonder werd herinnerd aan de beslissing om de vraag van de OAE in principe te aanvaarden.
Ethiopië, Guinee, Senegal en Zambia werden bedankt voor hun aanbod te fungeren als gastland. De Veiligheidsraad had het rapport van het comité voor vergaderingen buiten het hoofdkwartier overwogen. De Veiligheidsraad nam in het bijzonder akte van de kostenraming in annex I. Er werd gedacht aan de aanbevelingen in hoofdstuk VI van het rapport. De Veiligheidsraad besloot om vergaderingen te houden in Addis Ababa (Ethiopië) van 28 januari tot 4 februari over het onderwerp Afrikaanse kwesties.
De Veiligheidsraad betuigde zijn dank aan Ethiopië, dat klaarstond als gastland en kosteloos faciliteiten aanbood. De secretaris-generaal werd gevraagd om te onderhandelen met Ethiopië teneinde tot een akkoord te komen.

## Verwante resoluties
- Resolutie 2863 Algemene Vergadering Verenigde Naties
- Resolutie 325 Veiligheidsraad Verenigde Naties (1973)
- Resolutie 1569 Veiligheidsraad Verenigde Naties (2004)

Lijst ·  308 ·  309 ·  310 ·  311 ·  312 ·  313 ·  314 ·  315 ·  316 ·  317 ·  318 ·  319 ·  320 ·  321 ·  322 ·  323 ·  324